# Futbolniy Klub Saxan
O FC Saxan é uma equipe moldávia de futebol com sede em Ceadîr-Lunga, Gagaúzia. Disputa a primeira divisão da Moldávia (Divizia Naţională).
Seus jogos são mandados no Central Stadium Ceadîr-Lunga, que possui capacidade para 2.000 espectadores.

## História
O FC Saxan foi fundado em 15 de julho de 2010.

## Títulos
- Divizia B (Divisão Sul): 2010–11[4]
- Divizia A: 2013–14[5]

## Retrospecto nas competições europeias
| Temporada | Competição         | Fase  | Oponente         | Resultados |
| --------- | ------------------ | ----- | ---------------- | ---------- |
| 2015–16   | UEFA Europa League | 1ª PE | Apollon Limassol | 0–2, 0–2   |

Jogos em casa em negrito.

## Elenco atual
- Atualizado em 16 de setembro de 2015.[6][7]

Legenda
- : Capitão
- : Jogador suspenso
- : Jogador lesionado